# Marché flottant

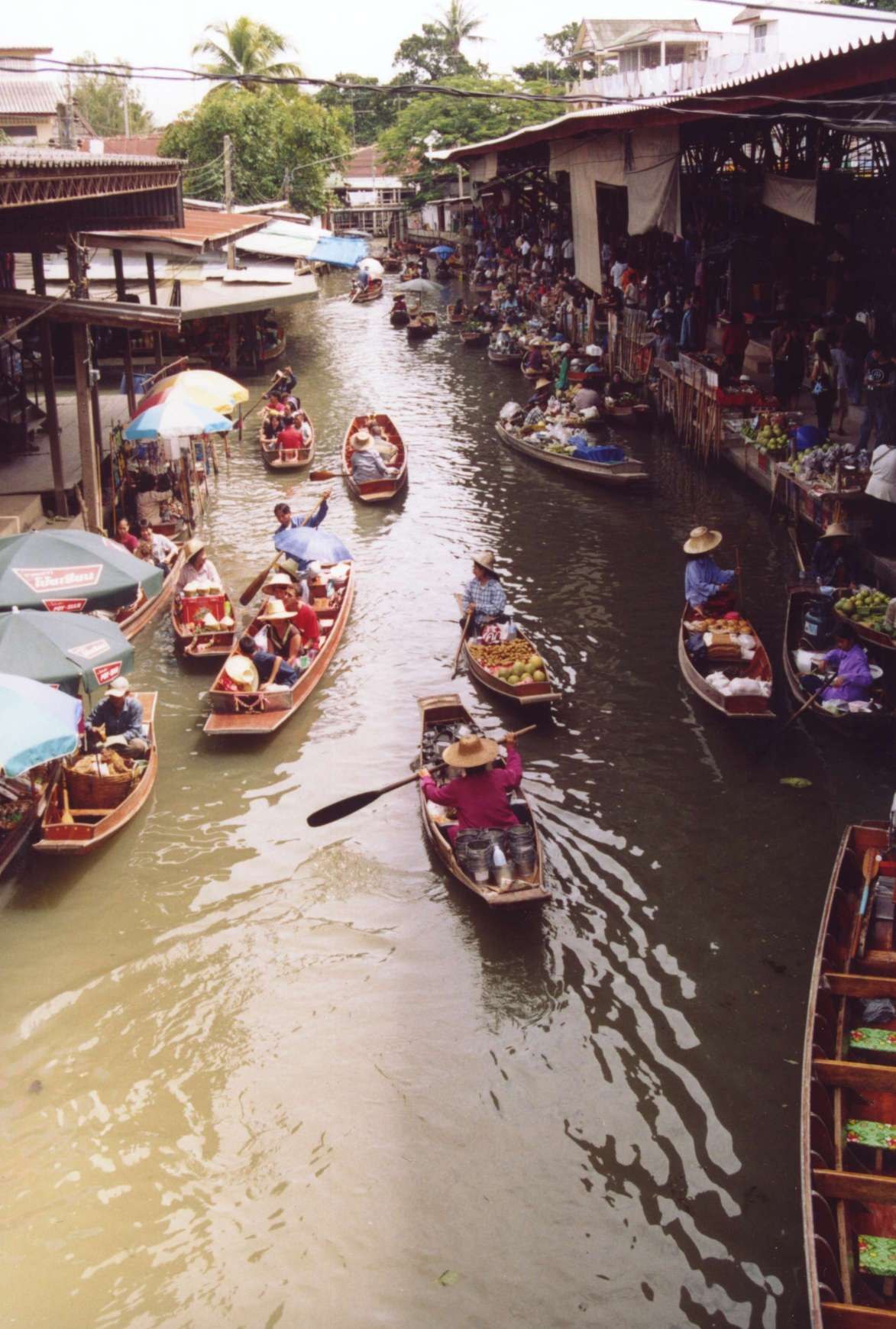
Le marché flottant de Damnoen Saduak à Ratchaburi en Thaïlande est un lieu très apprécié des touristes

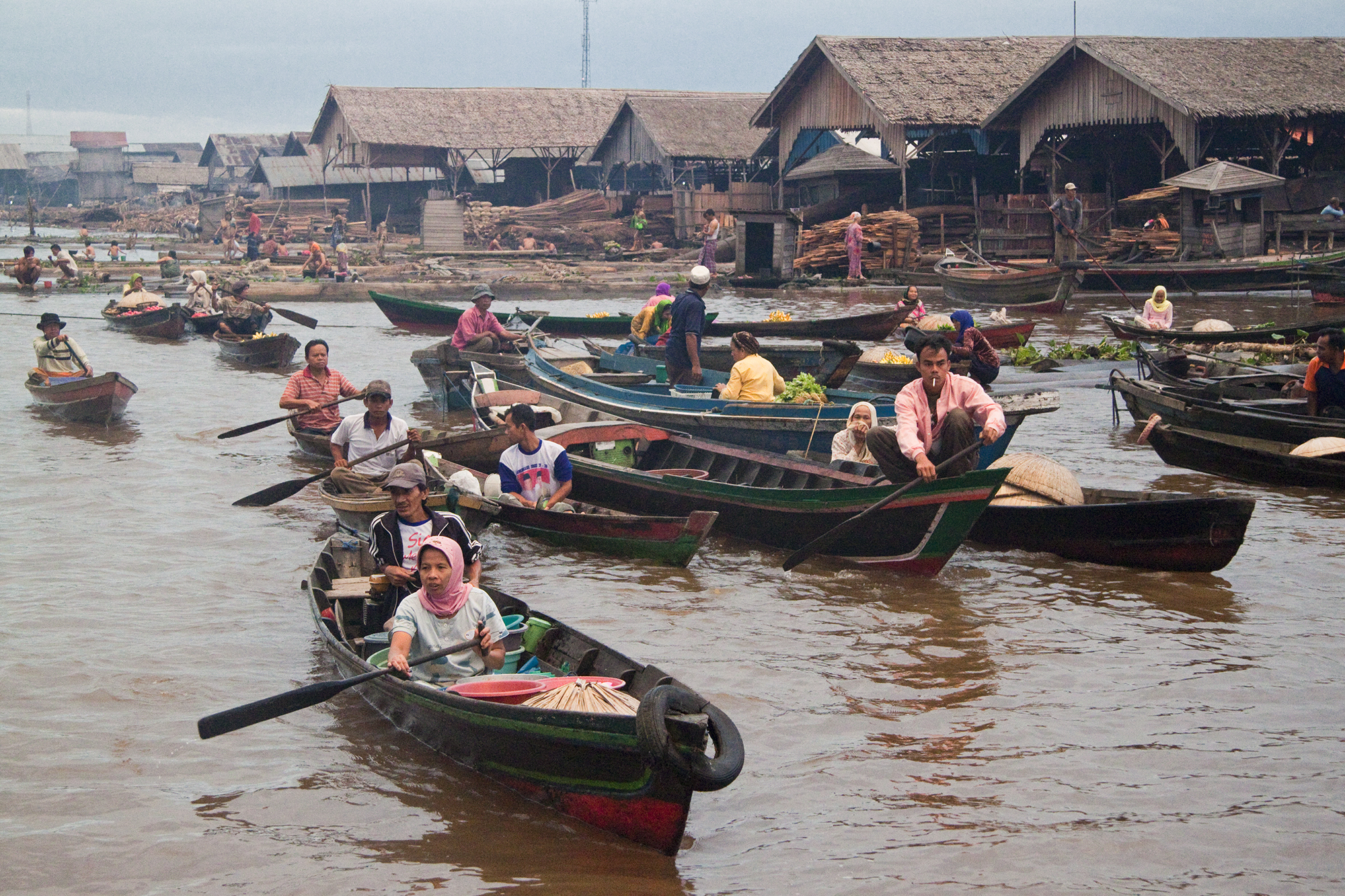
Le marché flottant de Muara Kuin à Banjarmasin en Indonésie

Un marché flottant est un marché où les marchandises sont vendues depuis un bateau. Trouvant leurs origines dans des temps et lieux où le transport maritime jouait un grand rôle dans la vie quotidienne, la plupart de ces marchés sont aujourd'hui essentiellement des attractions touristiques surtout situées en Thaïlande, Indonésie ou Viêt Nam.

## Les marchés flottants au Vietnam
Le delta du Mékong  est célèbre pour ses marchés flottants typiques du Phung Hiep et du Cai Be. En arrivant dans le Delta, vous pouvez démarrer le bateau motorisé pour visiter le marché flottant de Cai Be, découvrir comment les gens échangent des marchandises, des fruits et de nombreuses autres marchandises sur leurs bateaux
Les agriculteurs de la région apportent principalement leurs produits, fruits et légumes sur les marchés et les vendent à des revendeurs locaux. Ces marchands vendent les produits aux magasins des villes voisines et aux grossistes des grandes villes. Tous les gros bateaux ont un poteau. Chaque grossiste accroche les marchandises qu'il achète / vend sur ce poteau. De cette façon, les personnes sur de petites embarcations savent où elles doivent aller à une certaine distance. Dans ce cas, c'est un supermarché de légumes flottant. Dans ces marchés flottants, vous trouvez non seulement des personnes qui achètent et vendent des marchandises, mais aussi des restaurants flottants, des barres flottantes, des stations-service flottantes et de nombreuses autres boutiques flottantes. Les canaux sont le moyen de transport le plus facile et le plus rapide.
Le marché flottant Phung Hiep
Le plus grand marché flottant du delta du Mékong est le marché très fréquenté de Phung Hiep. Le marché est ouvert à 4 heures du matin et est ouvert jusqu'à 11 heures. Pour visiter le marché flottant, vous devez rester dans la région du delta du Mékong, vous lever tôt et prendre une des premières heures du bateau. Si vous faites une excursion d'une journée, le marché sera déjà fermé avant votre arrivée. Lors d'une journée typique, on peut voir des noix de coco, des mangues, un tas de tortues, une boîte de serpents ou même un cochon ventru d'un village riverain pour être disputé sur le marché flottant. Les échanges commencent dès 4 heures du matin et, au lever du soleil, les cours d'eau sont bouchés par les sampans des marketeurs et des clients. Les vendeurs d'articles plus petits tirent un échantillon de leurs marchandises sur un poteau en bambou. Les acheteurs arrivent par terre et par eau, et lorsqu'ils trébuchent de bateau en bateau, ils interrompent souvent leurs achats pour déguster des bols de nouilles préparés de manière alarmante sur des feux ouverts dans des sampans spéciaux de type « fast food ».

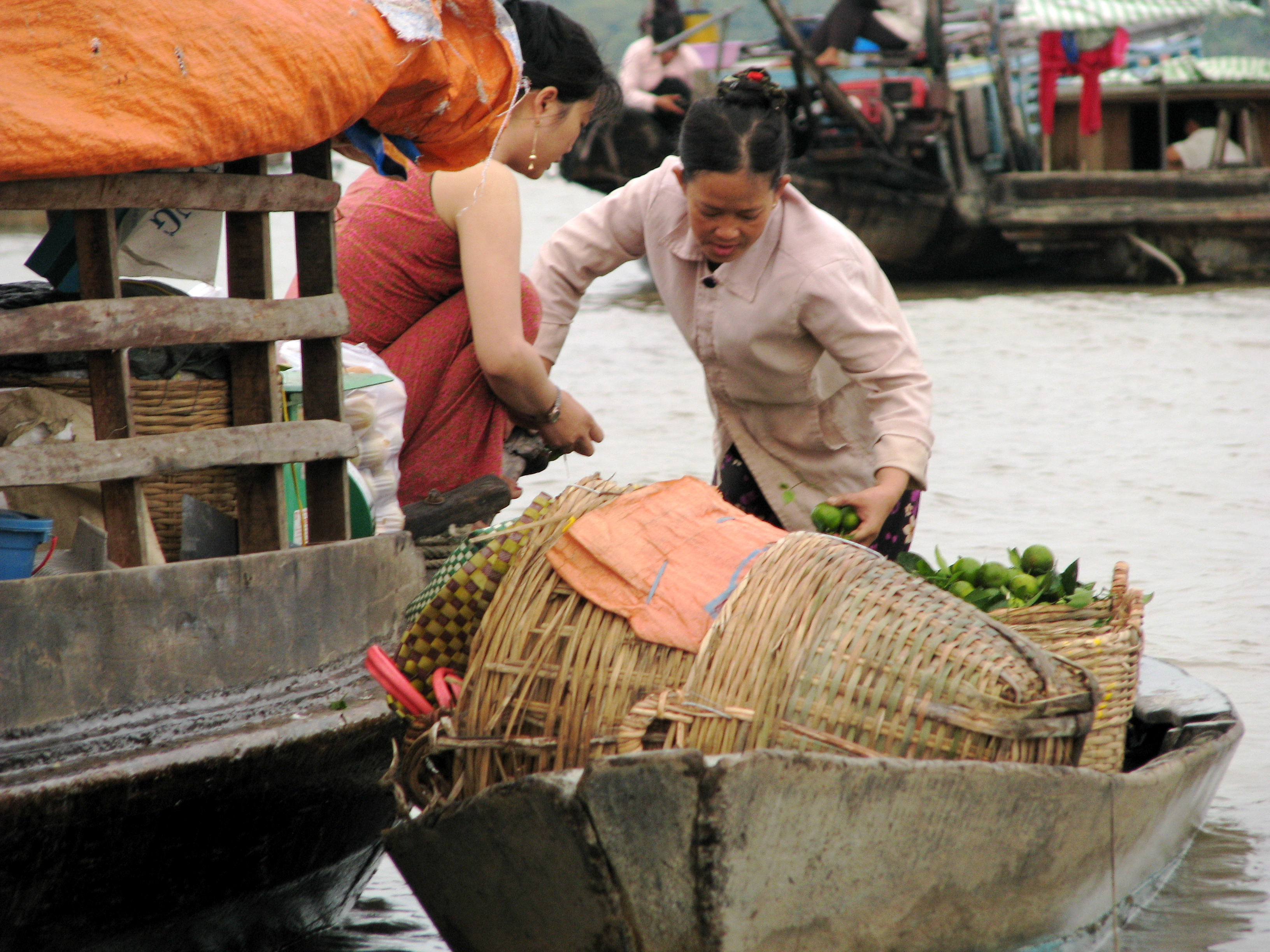
Marché flottant de Cai Be

Le marché flottant Cai Be

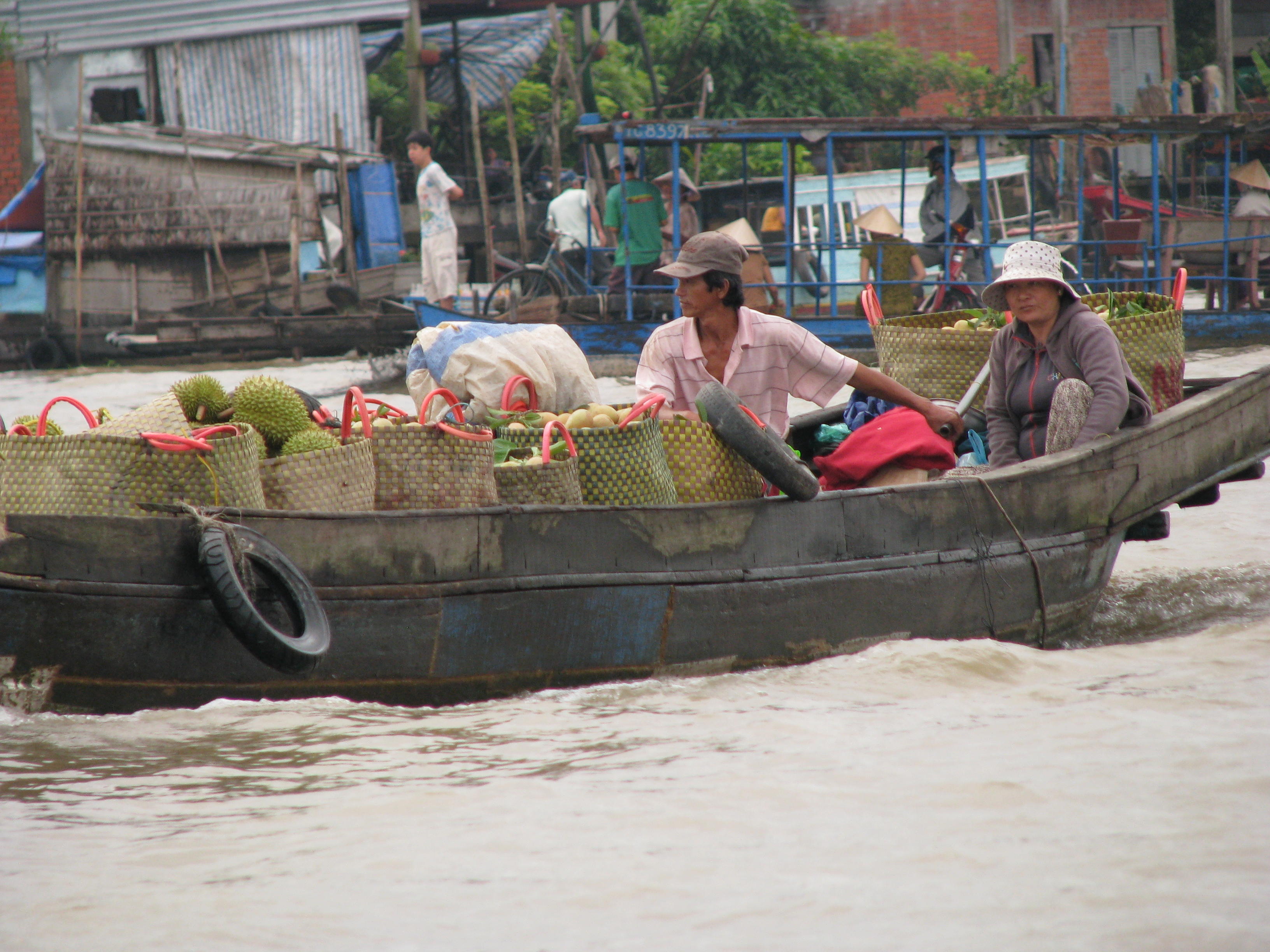
Transport de durians et autres fruits, marché flottant de Cai Be

Cai Be, l'un des bien connus de la région occidentale du sud du Vietnam, a été formé sous la dynastie des Nguyen au XIXe siècle. Le marché flottant de Cai Be est toujours occupé et présente toutes les caractéristiques de la vie des habitants de la région ouest. Toutes les marchandises sont transportées au marché par des radeaux et des bateaux.
Le marché flottant Cai Be se situe dans la rivière Tien, à côté de trois provinces: Tien Giang, Vinh Long et Ben Tre. Le marché est divisé en deux parties: les lieux d'achat et de vente et les bateaux sont ancrés sur les deux côtés de la rivière sur des kilomètres. Environ 400 à 500 bateaux remplis de fruits, de légumes et d’autres produits sont ancrés sur les rives de la rivière. La marchandise vendue dans chaque bateau est accrochée à un poteau devant le bateau pour attirer les clients. Sur le marché flottant, les marchandises sont acheminées vers des marchés intérieurs ou de petits bateaux sont acheminés le long des canaux de la plaine des roseaux.
Dès trois heures du matin, tôt le matin, les radeaux et les bateaux sont bondés car Cai Be est l'un des plus gros marchés de gros de la région. Les commerçants vivent sur la rivière et certains associent leur vie à des bateaux comme leur maison mobile depuis des générations. Cai Be semble faire partie intégrante de leur vie quotidienne. Sur chaque bateau, les marchandises sont accrochées sur des poteaux appelés dialectiquement «cay beo». Des centaines de ces poteaux pointent vers le ciel. Les bateaux fonctionnent aussi comme des "taxis", très pratiques pour les touristes de la région. Le long des canaux qui se croisent, les habitants de la plaine des roseaux amènent non seulement les produits de chaque campagne au marché flottant de Cai Be, mais aussi leurs caractéristiques culturelles uniques, créant ainsi une si belle peinture fluviale.

## Les marchés flottants en Thaïlande
Les marchés flottants traditionnels de Thaïlande sont essentiellement de nos jours des attractions pour touristes.
Le plus célèbre marché flottant est celui du district de Damnoen Saduak dans la province de Ratchaburi : des centaines de commerçants en chaloupes à rames ou motorisées y vendent des produits alimentaires et artisanaux provenant pour la plupart de la région ; et des bateliers proposent aux touristes d'explorer le dédale des canaux alentour afin d'y découvrir des maisons traditionnelles, des temples et des jardins cachés ; on y croise le matin des bonzes demandant l'aumône en barque, des enfants se rendant à l'école à la rame, et aussi, de temps en temps, des habitants lavant leur linge dans le khlong ou y faisant leur toilette.

Les autres marchés flottants les plus connus sont ceux d'Amphawa et de Tha Kha dans la province de Samut Songkhram, de Taling Chan, de Lat Mayom, de Bang Nam Pheung...

Marché flottant de Damnoen Saduak en 2023
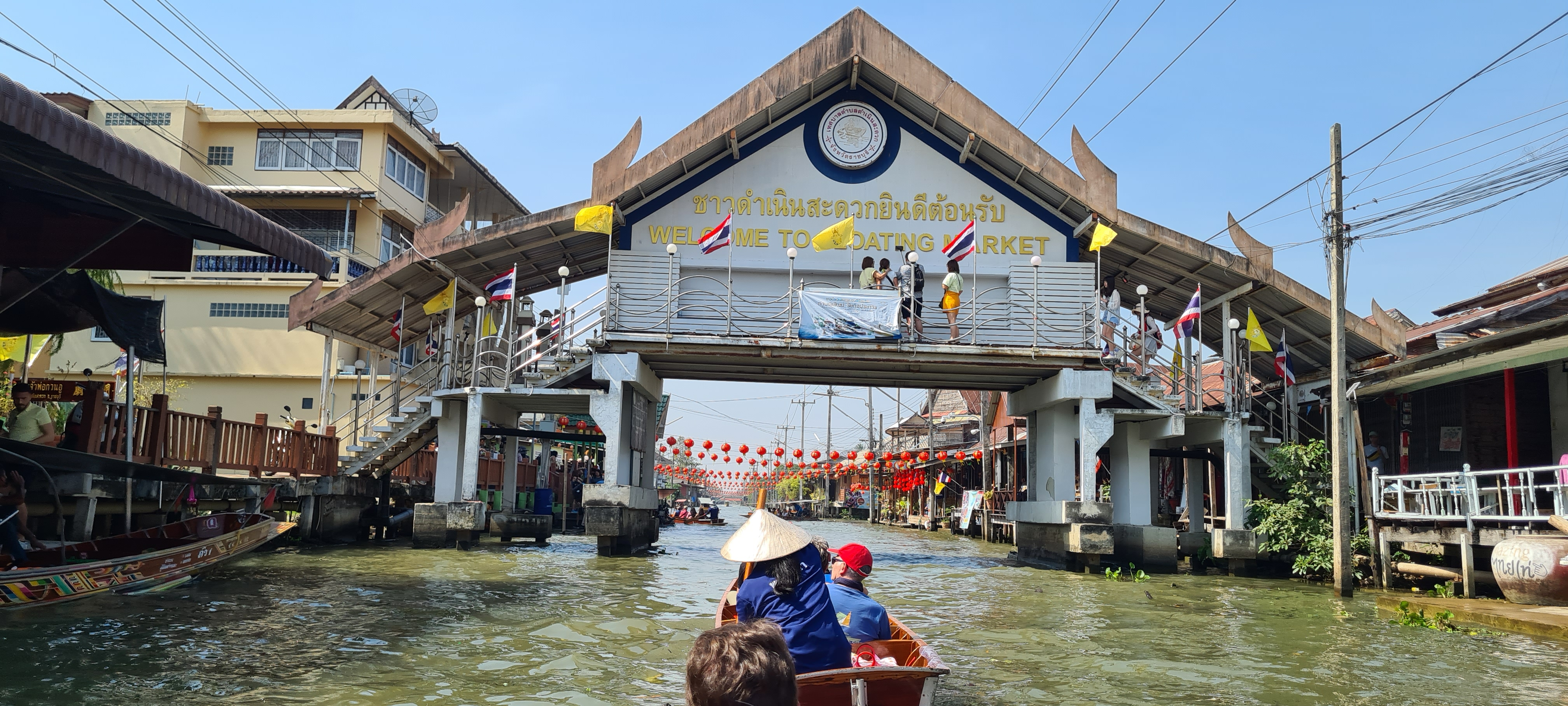
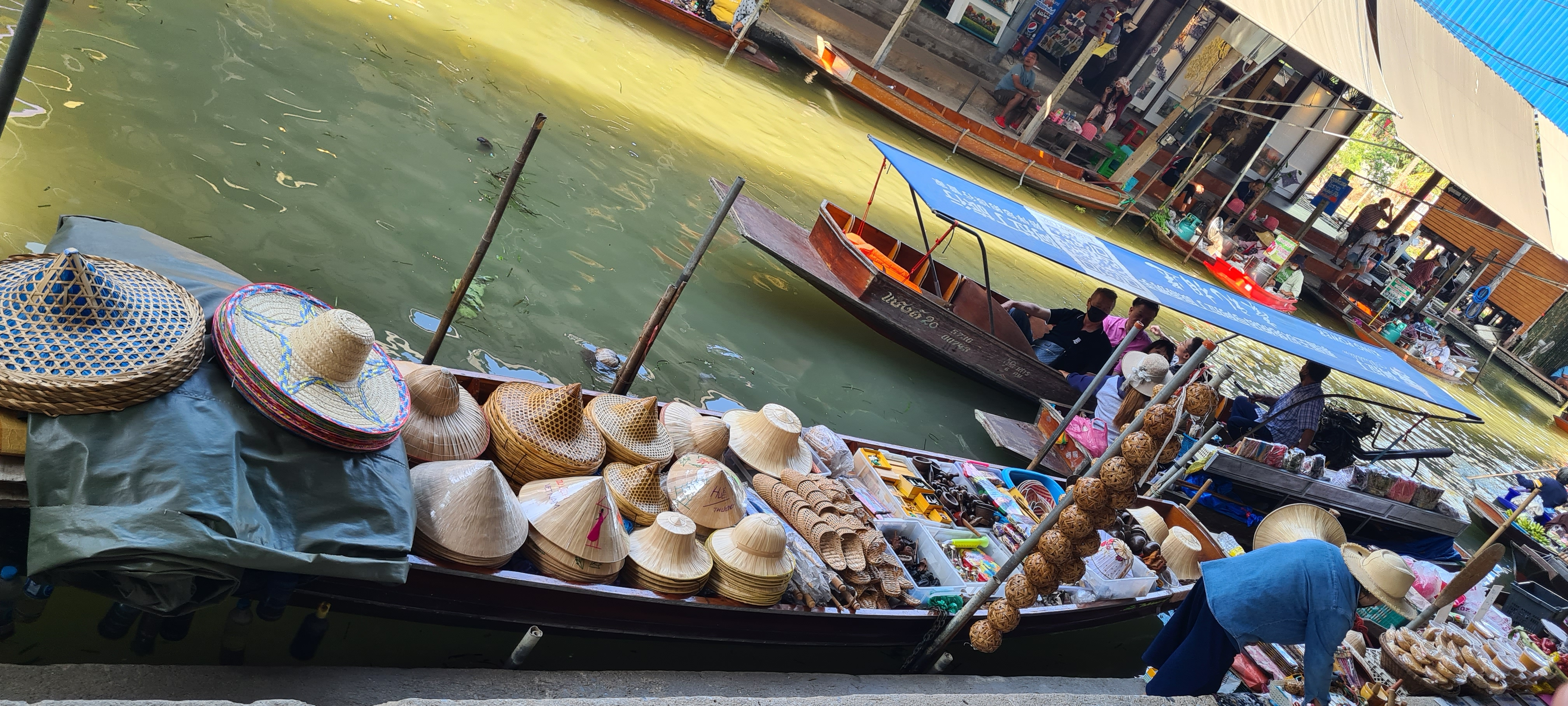
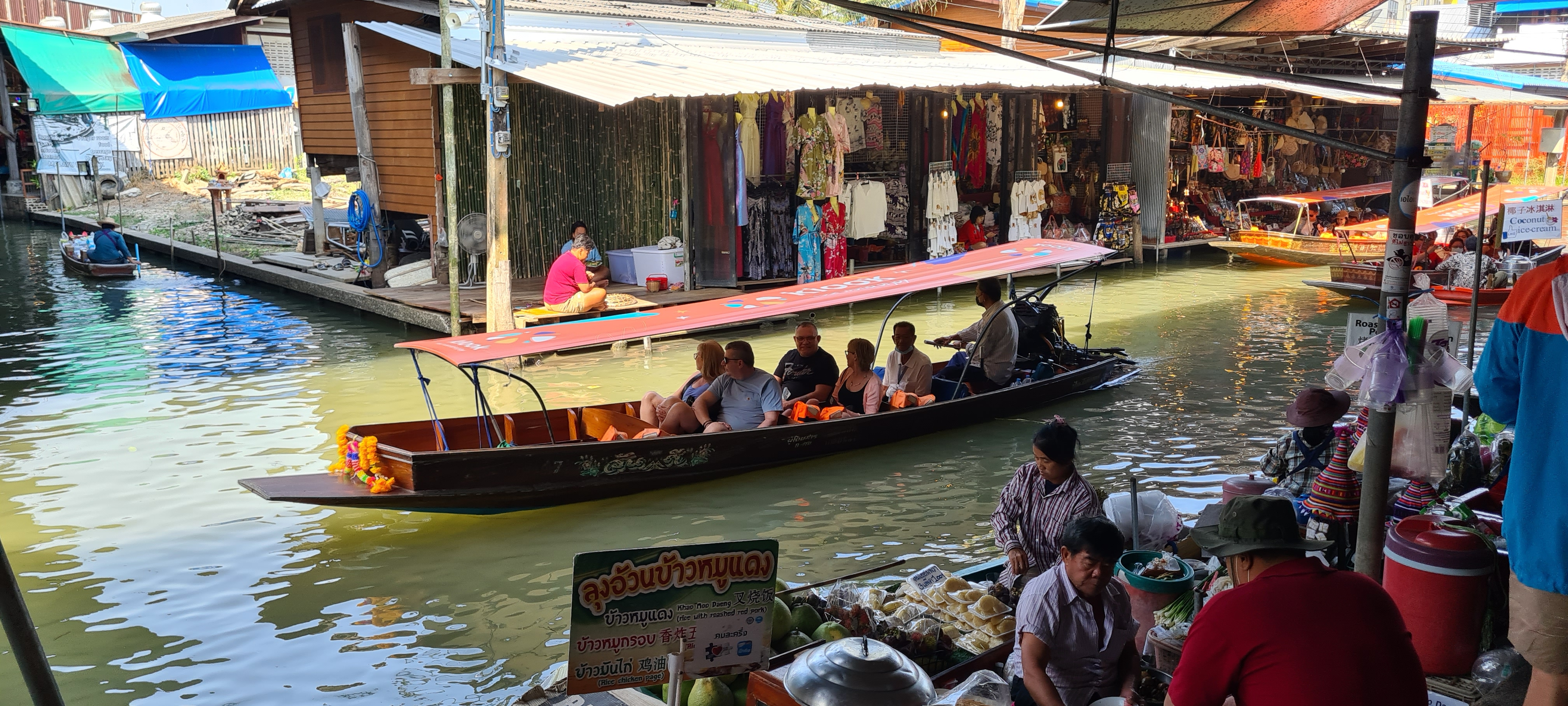
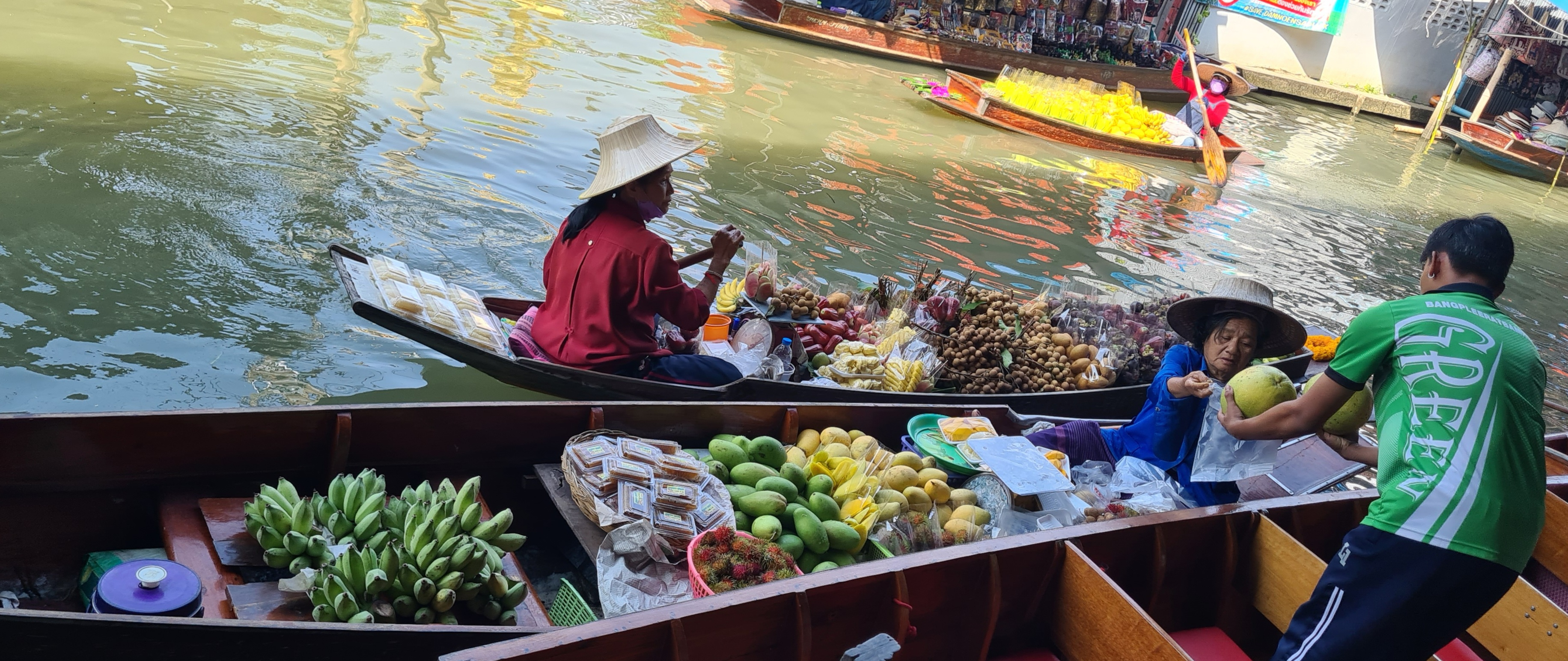
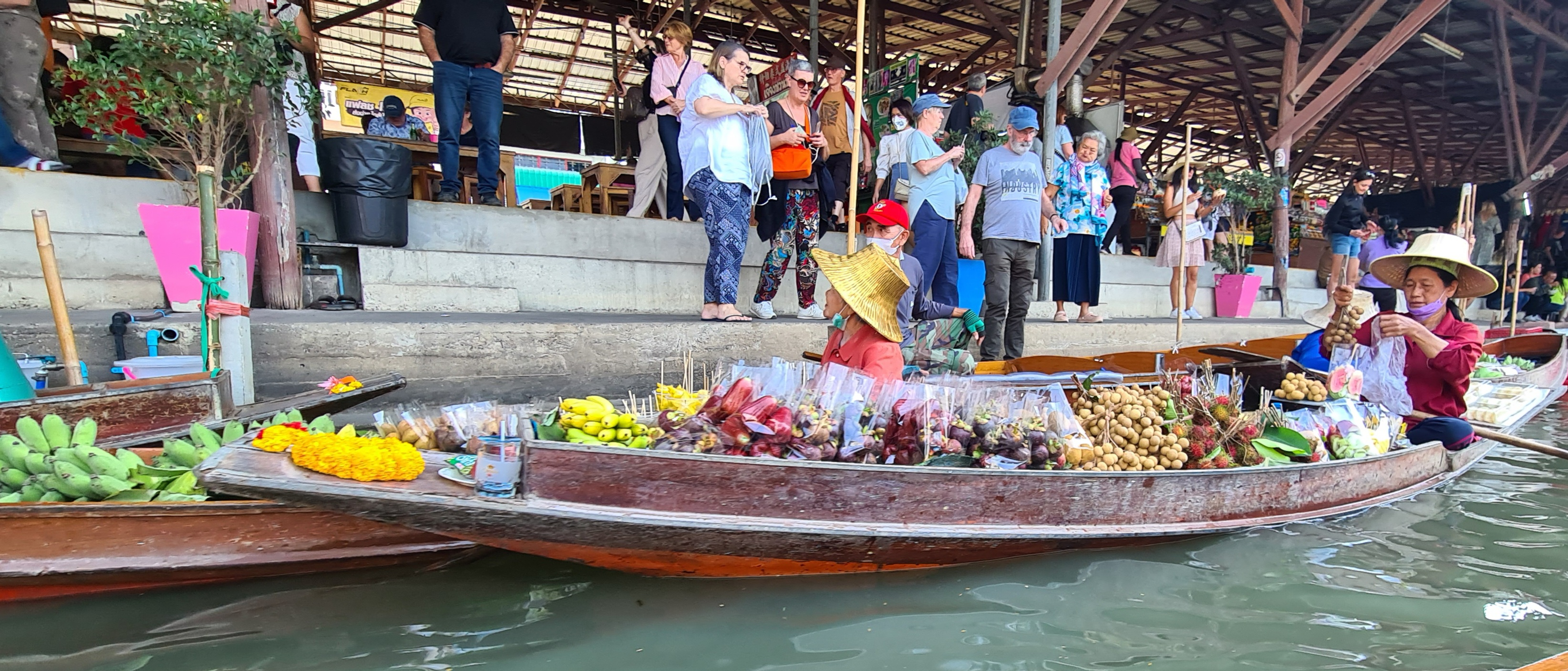
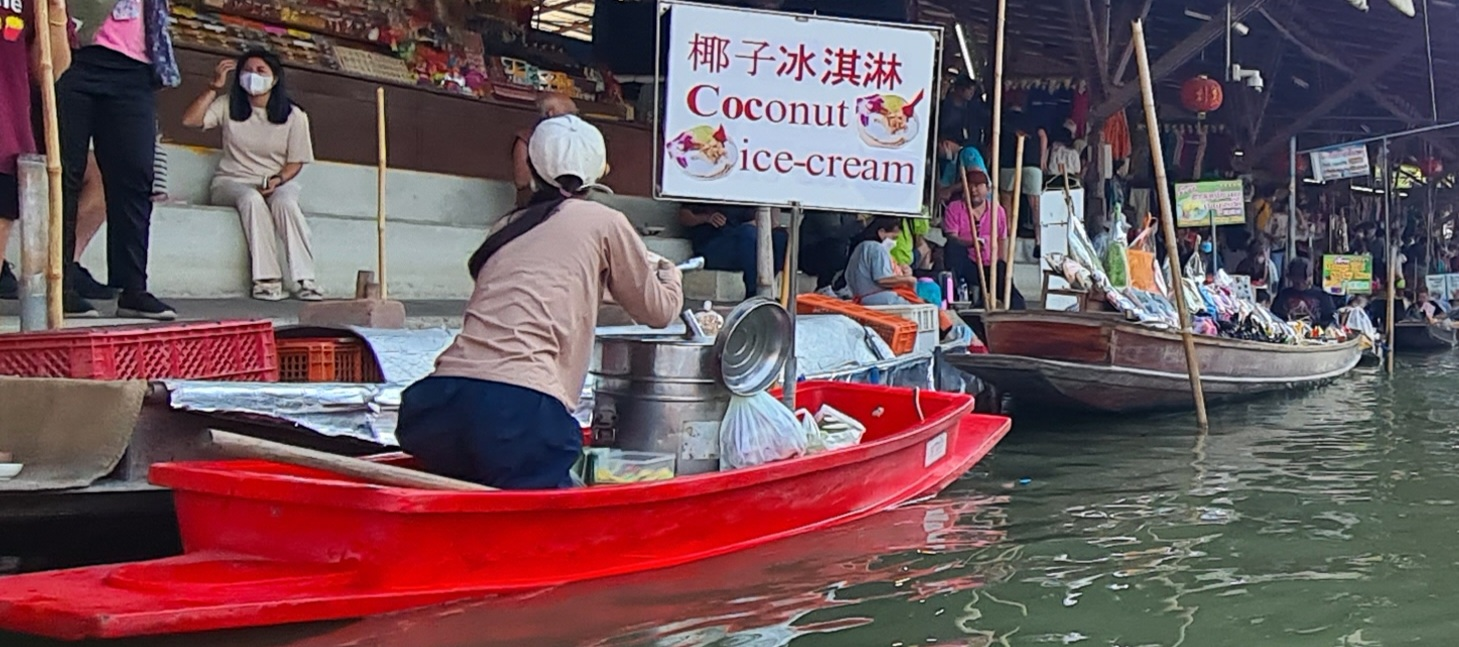
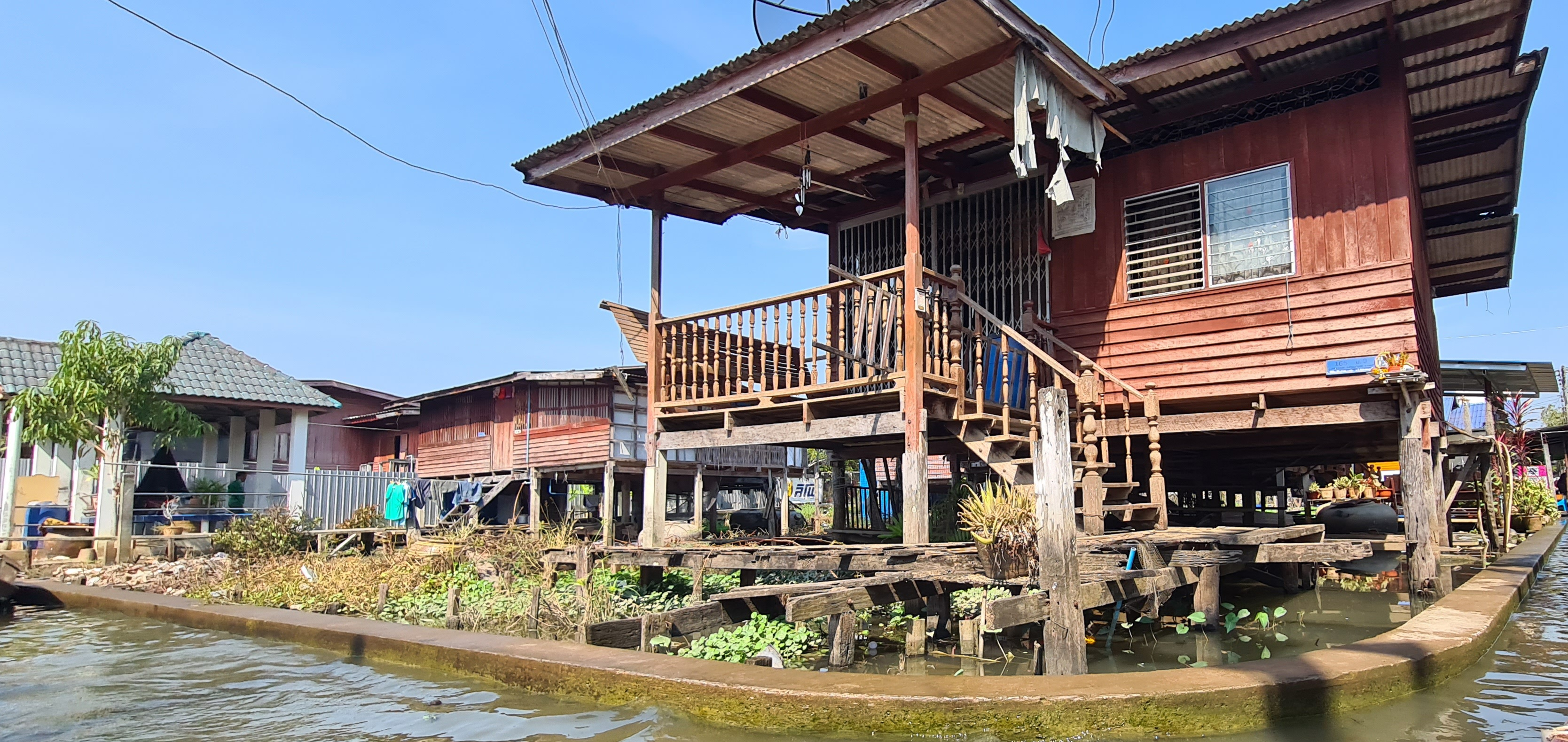
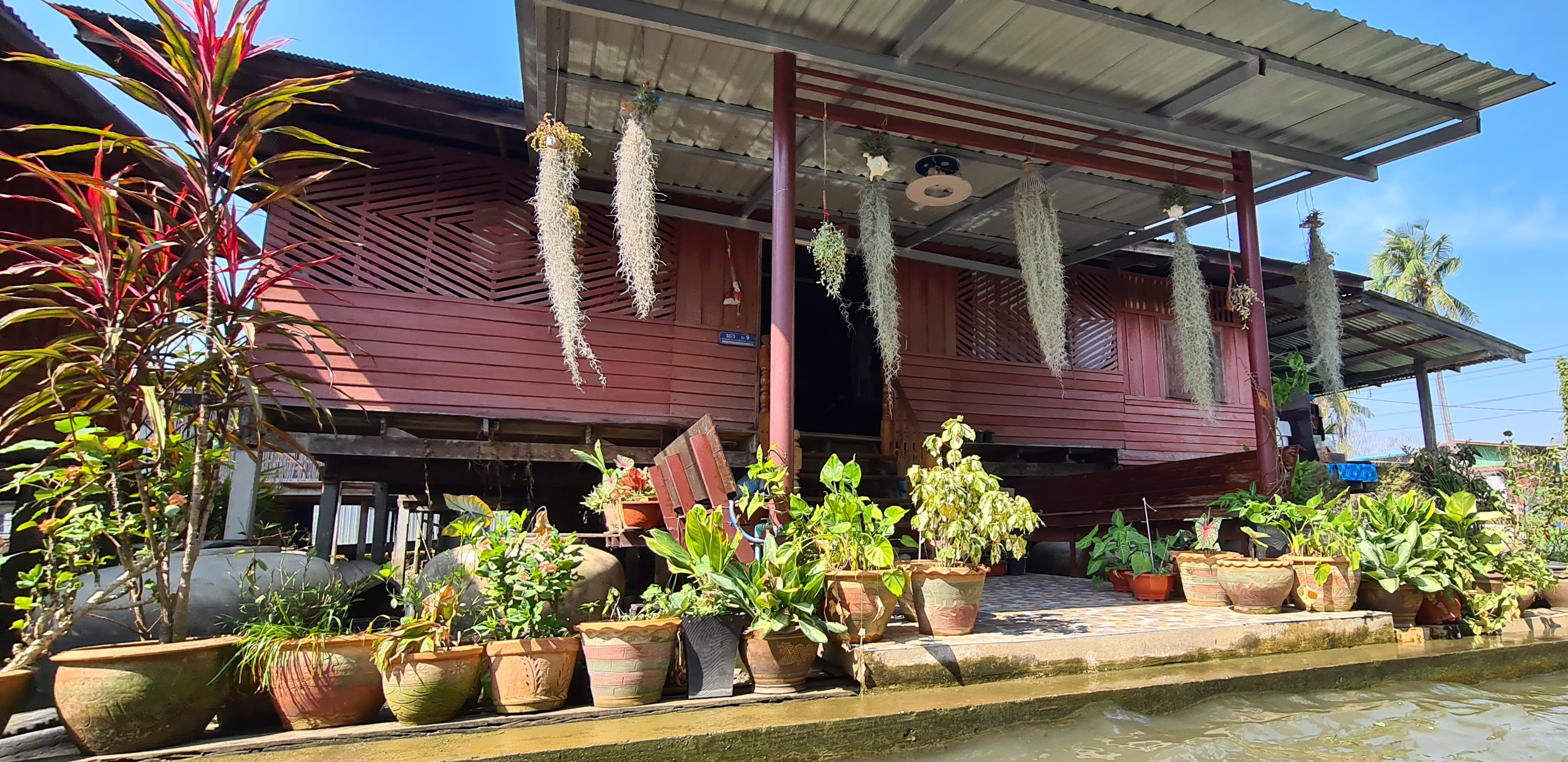
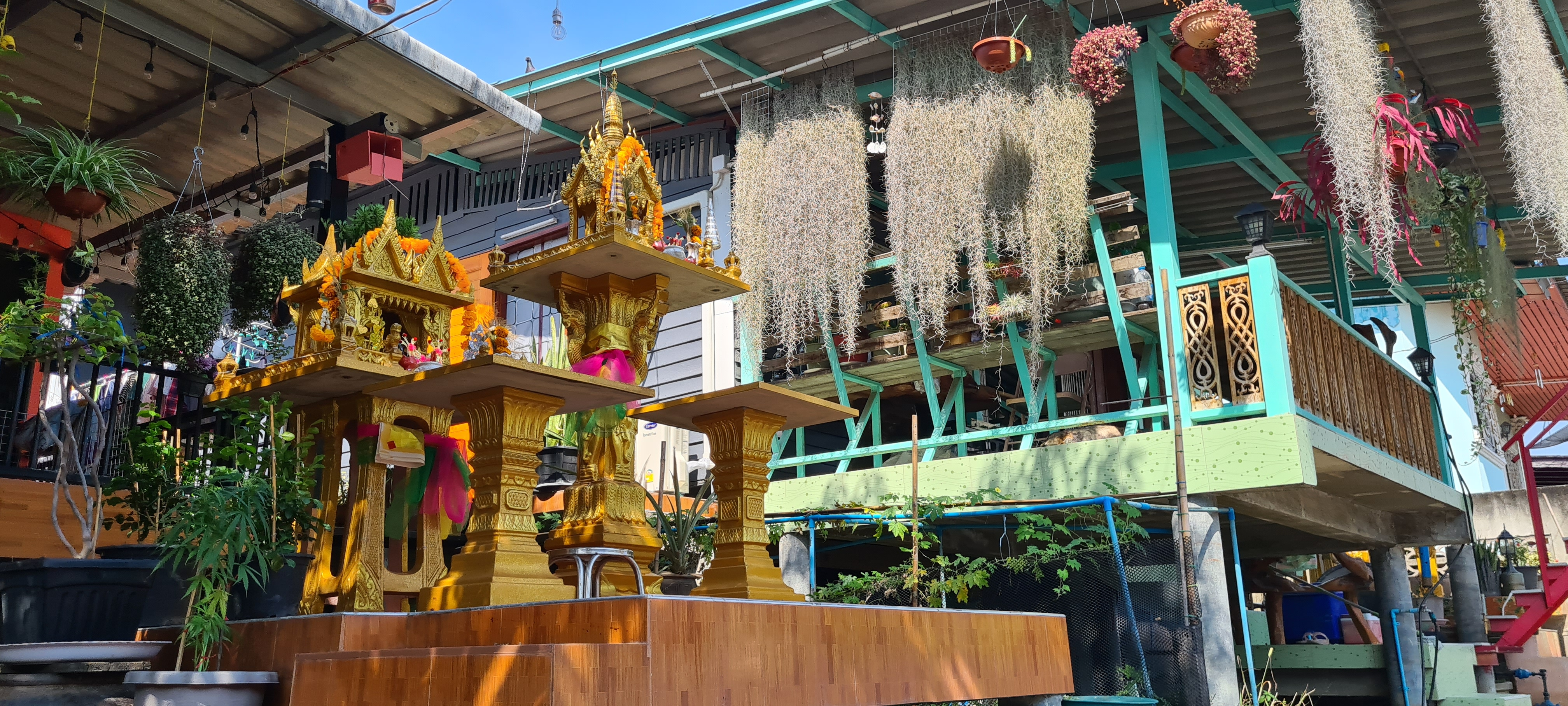
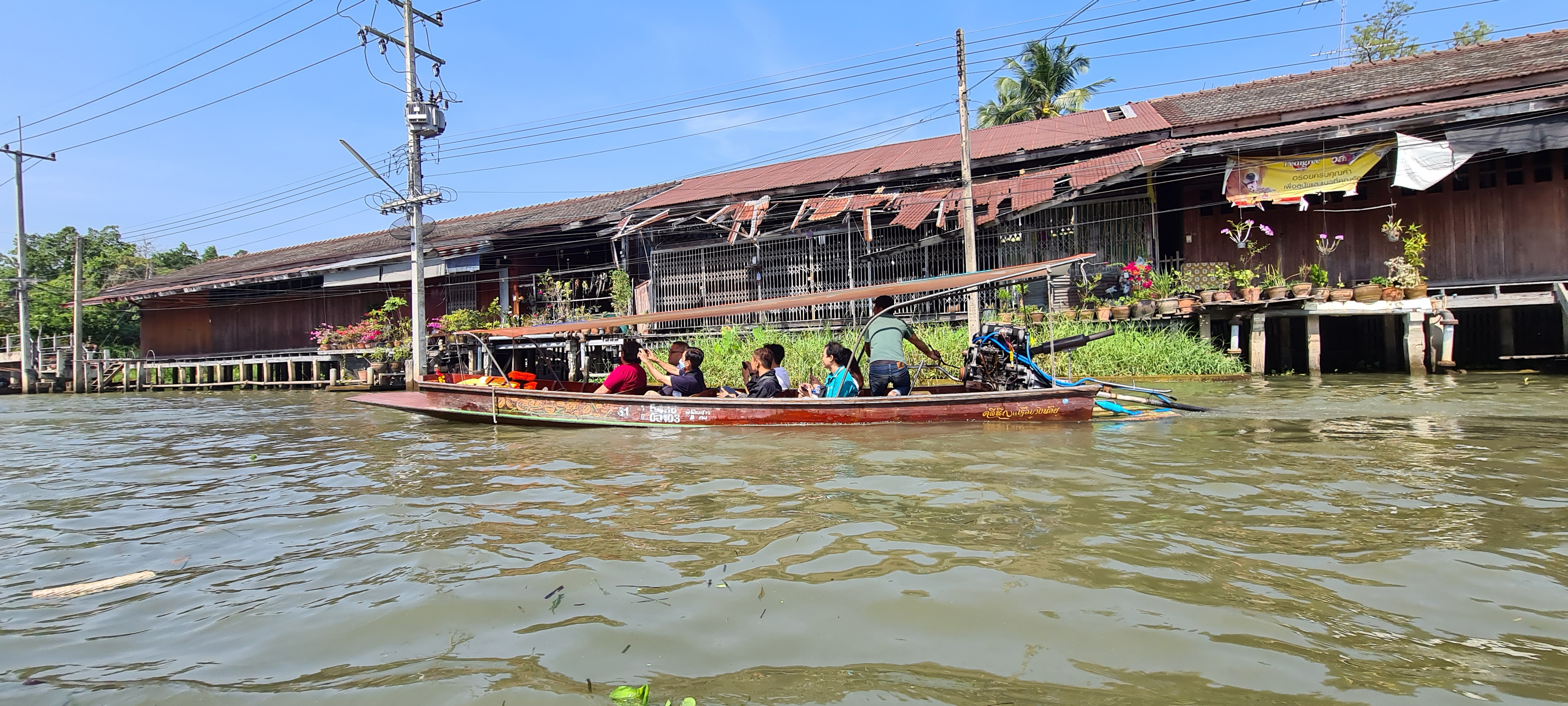